# Lista över Danmarks jordbruksministrar
Detta är en lista över Danmarks jordbruksministrar.
Den nuvarande posten som livsmedelsminister (danska fødevareminister) bildades 1996 genom en sammanslagning av posterna som jordbruksminister och fiskeriminister.

## Lista över jordbruksministrar (1896-1996)
| Från              | Till              | Jordbruksminister     |
| ----------------- | ----------------- | --------------------- |
| 22 maj 1896       | 23 maj 1897       | Knud Sehested         |
| 23 maj 1897       | 27 april 1900     | Alfred Hage           |
| 27 april 1900     | 24 juli 1901      | Frederik Friis        |
| 24 juli 1901      | 24 juli 1908      | Ole Hansen            |
| 24 juli 1908      | 28 oktober 1909   | Anders Nielsen        |
| 28 oktober 1909   | 5 juli 1910       | Poul Christensen      |
| 5 juli 1910       | 21 juni 1913      | Anders Nielsen        |
| 21 juni 1913      | 30 mars 1920      | Kristian Pedersen     |
| 30 mars 1920      | 5 april 1920      | Waldemar Oxholm       |
| 5 april 1920      | 5 maj 1920        | Christian Sonne       |
| 5 maj 1920        | 23 april 1924     | Thomas Madsen-Mygdal  |
| 23 april 1924     | 14 december 1926  | Kristen Bording       |
| 14 december 1926  | 30 april 1929     | Thomas Madsen-Mygdal  |
| 30 april 1929     | 5 maj 1945        | Kristen Bording       |
| 5 maj 1945        | 13 november 1947  | Erik Eriksen          |
| 13 november 1947  | 16 september 1950 | Kristen Bording       |
| 16 september 1950 | 30 oktober 1950   | Carl Petersen         |
| 30 oktober 1950   | 13 september 1951 | Henrik Hauch          |
| 13 september 1951 | 30 september 1953 | Jens Sønderup         |
| 30 september 1953 | 28 maj 1957       | Jens Smørum           |
| 28 maj 1957       | 26 september 1964 | Karl Skytte           |
| 26 september 1964 | 2 februari 1968   | Christian Thomsen     |
| 2 februari 1968   | 14 juli 1970      | Peter Larsen          |
| 14 juli 1970      | 11 oktober 1971   | Henry Christensen     |
| 11 oktober 1971   | 11 december 1973  | Ib Frederiksen        |
| 11 december 1973  | 14 februari 1975  | Niels Anker Kofoed    |
| 14 februari 1975  | 30 augusti 1978   | Poul Dalsager         |
| 30 augusti 1978   | 26 oktober 1979   | Niels Anker Kofoed    |
| 26 oktober 1979   | 20 januari 1981   | Poul Dalsager         |
| 20 januari 1981   | 10 september 1982 | Bjørn Westh           |
| 10 september 1982 | 12 mars 1986      | Niels Anker Kofoed    |
| 12 mars 1986      | 10 september 1987 | Britta Schall Holberg |
| 10 september 1987 | 25 januari 1993   | Laurits Tørnæs        |
| 25 januari 1993   | 27 september 1994 | Bjørn Westh           |
| 27 september 1994 | 30 december 1996  | Henrik Dam Kristensen |

## Lista över fiskeriministrar (1947-1996)
| Från              | Till              | Fiskeriminister        |
| ----------------- | ----------------- | ---------------------- |
| 13 november 1947  | 30 oktober 1950   | Christian Christiansen |
| 30 oktober 1950   | 30 september 1953 | Knud Rée               |
| 30 september 1953 | 28 maj 1957       | Christian Christiansen |
| 28 maj 1957       | 21 februari 1960  | Oluf Pedersen          |
| 21 februari 1960  | 26 september 1964 | A.C. Normann           |
| 26 september 1964 | 8 oktober 1964    | Hans Larsen-Bjerre     |
| 8 oktober 1964    | 2 februari 1968   | Jens Risgaard Knudsen  |
| 2 februari 1968   | 11 oktober 1971   | A.C. Normann           |
| 11 oktober 1971   | 27 september 1973 | Chr. Thomsen           |
| 27 september 1973 | 19 december 1973  | Ib Frederiksen         |
| 19 december 1973  | 13 februari 1975  | Niels Anker Kofoed     |
| 13 februari 1975  | 26 februari 1977  | Poul Dalsager          |
| 26 februari 1977  | 26 oktober 1979   | Svend Jakobsen         |
| 26 oktober 1979   | 20 januari 1981   | Poul Dalsager          |
| 20 januari 1981   | 10 september 1982 | Karl Hjortnæs          |
| 10 september 1982 | 12 mars 1986      | Henning Grove          |
| 12 mars 1986      | 5 oktober 1989    | Lars P. Gammelgaard    |
| 5 oktober 1989    | 25 januari 1993   | Kent Kirk              |
| 25 januari 1993   | 27 september 1994 | Bjørn Westh            |
| 27 september 1994 | 30 december 1996  | Henrik Dam Kristensen  |

## Lista över livsmedelsministrar (1996-)
| Från              | Till              | Livsmedelsminister     |
| ----------------- | ----------------- | ---------------------- |
| 30 december 1996  | 23 februari 2000  | Henrik Dam Kristensen  |
| 23 februari 2000  | 27 november 2001  | Ritt Bjerregaard       |
| 27 november 2001  | 2 augusti 2004    | Mariann Fischer Boel   |
| 2 augusti 2004    | 12 september 2007 | Hans Christian Schmidt |
| 12 september 2007 | 23 februari 2010  | Eva Kjer Hansen        |
| 23 februari 2010  | 3 oktober 2011    | Henrik Høegh           |
| 3 oktober 2011    | 9 augusti 2013    | Mette Gjerskov         |
| 9 augusti 2013    | 12 december 2013  | Karen Hækkerup         |
| 12 december 2013  | 28 juni 2015      | Dan Jørgensen          |
| 28 juni 2015      | 29 februari 2016  | Eva Kjer Hansen        |
| 29 februari 2016  | 2 maj 2018        | Esben Lunde Larsen     |
| 2 maj 2018        | 27 juni 2019      | Jakob Ellemann-Jensen  |
| 27 juni 2019      | 19 november 2020  | Mogens Jensen          |
| 19 november 2020  |                   | Rasmus Prehn           |